# Löffel (Anbaugerät)

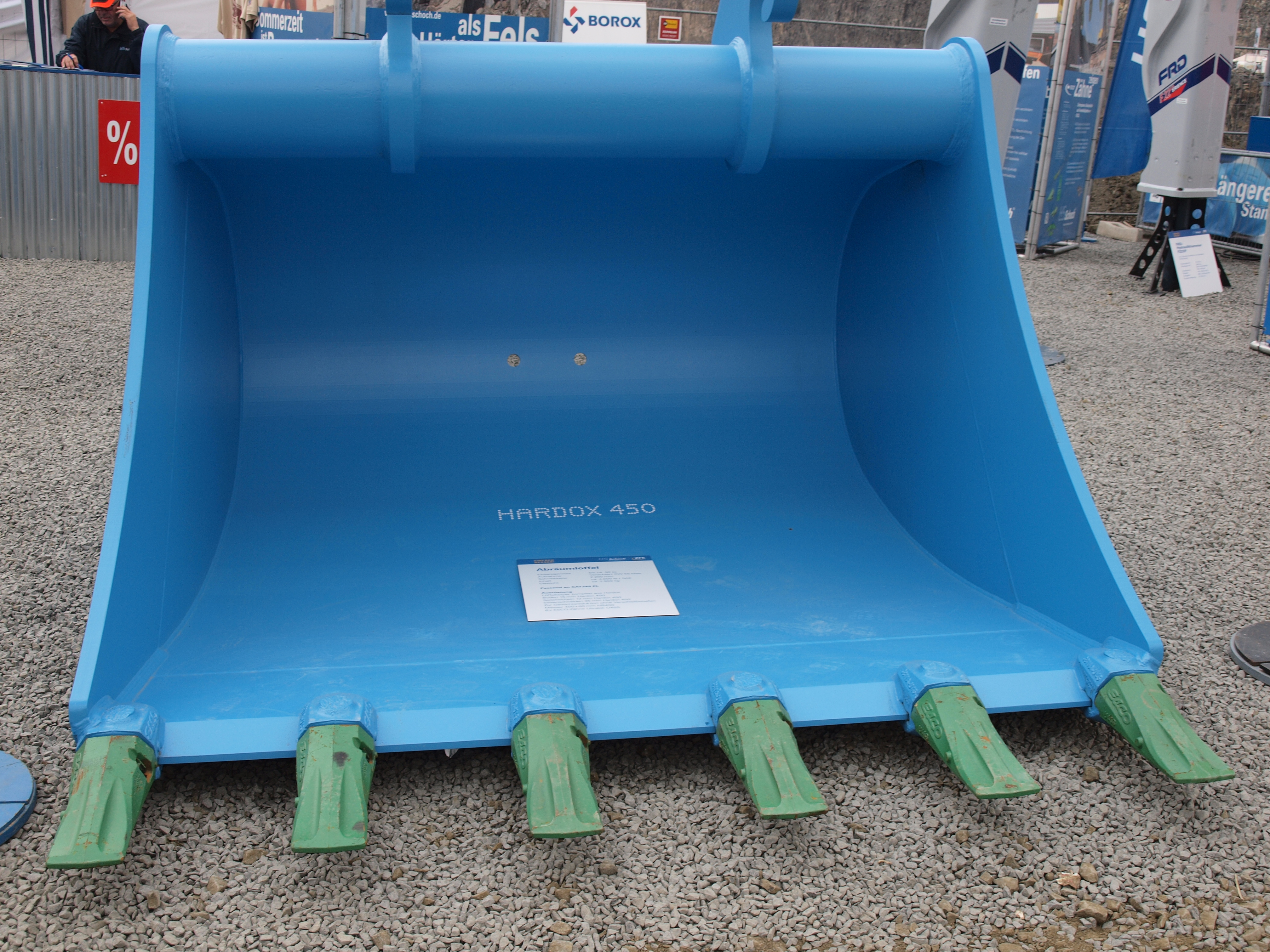
Bagger-Tieflöffel aus Hardox-Stahl mit Zähnen aus Esco-Gussmaterial

Als Löffel bezeichnet man ein Anbaugerät eines Baggers, das zum Lösen, Transportieren und Abschütten von Erdreich oder sonstigen Schüttgütern dient.

## Arten
Grundlegend unterschieden wird zwischen Hoch- und Tieflöffel.
Tieflöffel
nehmen das Baggergut zum Bagger hin auf. Sie sind für Aushubarbeiten in die Tiefe geeignet, wie für Baugruben oder Leitungsgräben. Für spezielle Aufgaben entwickelte Tieflöffel sind unter anderem Felstieflöffel, Grabenräumlöffel, Auswerferlöffel, Trapezlöffel, Verdichterlöffel, Sieblöffel, Brecherlöffel oder Drainagelöffel. Sind Tieflöffel seitlich schwenkbar, wird auch von Schwenklöffeln gesprochen.
Hochlöffel
tragen das Baggergut nach vorne und oben ab, wie es zum Beispiel im Tagebau nötig ist. Hochlöffel können oft unten aufgeklappt werden, um das Material zu verladen.
Dann unterscheiden sich diese beiden grundlegenden Löffelarten weiter in ihre spezielle Funktion, wie in:
Sieblöffel
passive oder aktive Sieblöffel sind Löffel mit einer zusätzlichen Funktion. Nach dem Aufnehmen des Bodens oder des Materials, lässt sich im Sieblöffel absieben, sortieren, mischen, zerkleinern oder brechen. Der Sieblöffel wird auch als Schaufelseparator bezeichnet.
Grabenräumlöffel
Der Grabenräumlöffel eignet sich zum Aufnehmen, Transportieren, Heben und Ausschütten von Erdreich und leichten Böden beim Graben- und Muldenbau sowie zum Herstellen von Böschungen, Banketten und anderen komplexen Geländeformen.
Grabentrapezlöffel
Der Grabentrapezlöffel, auch Trapezlöffel oder Profillöffel, dient zur Regenerierung von Banketten sowie zur Forstwegepflege und zur Reinigung von verwucherten und verschlammten Gräben an Straßen und Forstwegen. Mit dem Grabentrapezlöffel lassen sich höhere spezifische Leistungen erzielen als mit konventionellen Grabenräumlöffeln.
Kein klassischer Löffel ist der Zweischalengreifer, der sich bedingt auch als Löffel einsetzen lässt:
Zweischalengreifer
Zweischalengreifer sind zwei gegeneinander schiebende Löffel, die das Baggergut von oben aufnehmen und keinen Widerstand durch das verbliebene Baggergut benötigen. Greifer werden hydraulisch betrieben.
Darüber hinaus gibt es noch speziellere Bauformen wie Auswerferlöffel, Felslöffel, Kanal- und Verbaulöffel, Steinverlegelöffel, Reißlöffel, Backenbrecherlöffel u. a. m., welche sich für spezielle Bodenmaterialien, Bodenbeschaffenheiten und/oder den durchzuführenden Baumaßnahmen eignen.
Zudem besteht die Möglichkeit, am Baggerlöffel einen hydraulisch bewegbaren Gegenhalter, einen Greifzahn, anzubauen.
Um schnell den für den jeweiligen Verwendungszweck richtigen Baggerlöffel nutzen zu können, gibt es Schnellwechselsysteme, die das Wechseln der Löffel am Bagger vereinfachen. Solche Schnellwechselsysteme können auch symmetrisch ausgeführt sein, um einen einfachen Wechsel zwischen Tieflöffeleinsatz und Hochlöffeleinsatz mit demselben Anbaugerät zu ermöglichen.

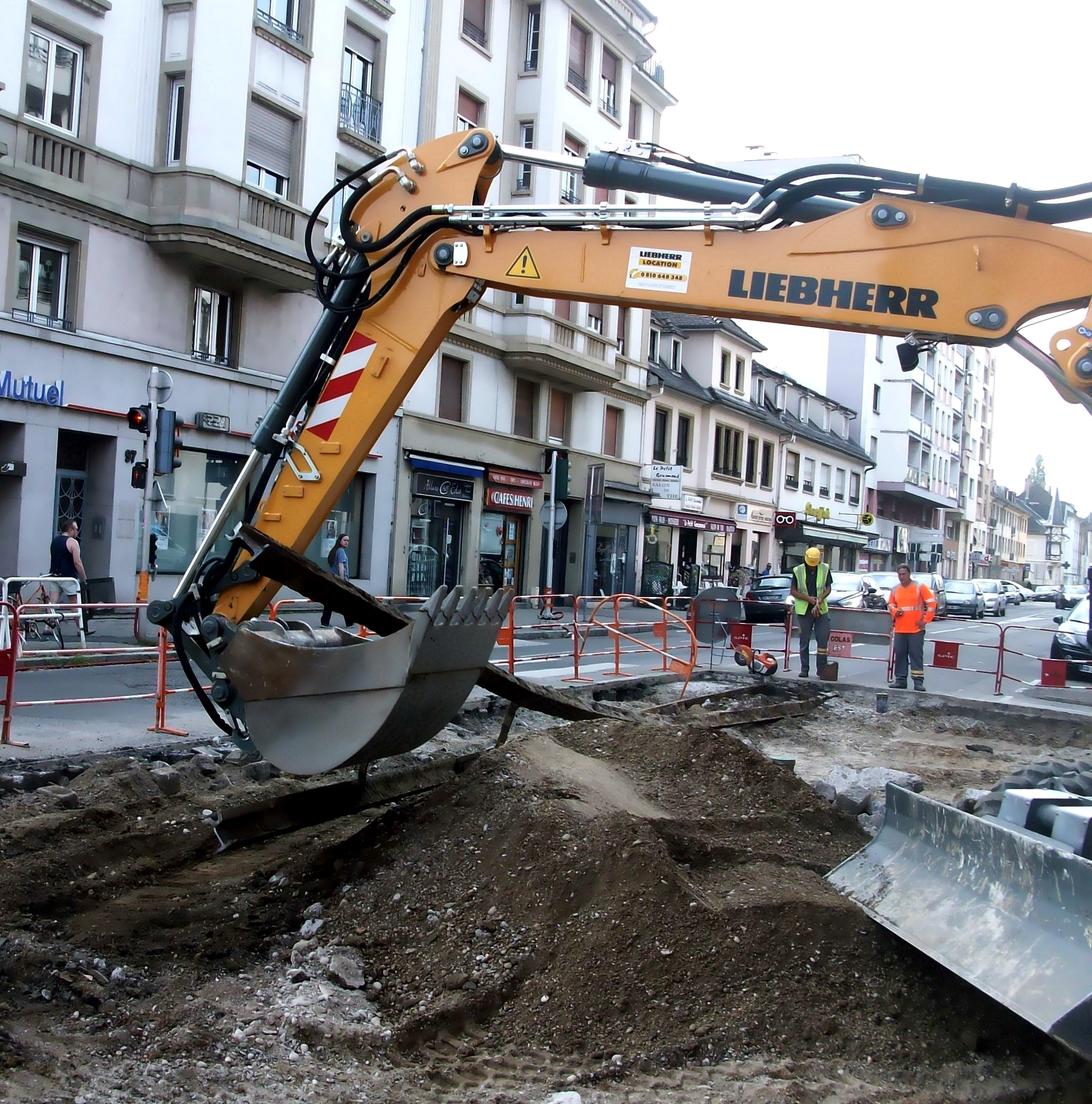
Bagger mit Tieflöffel
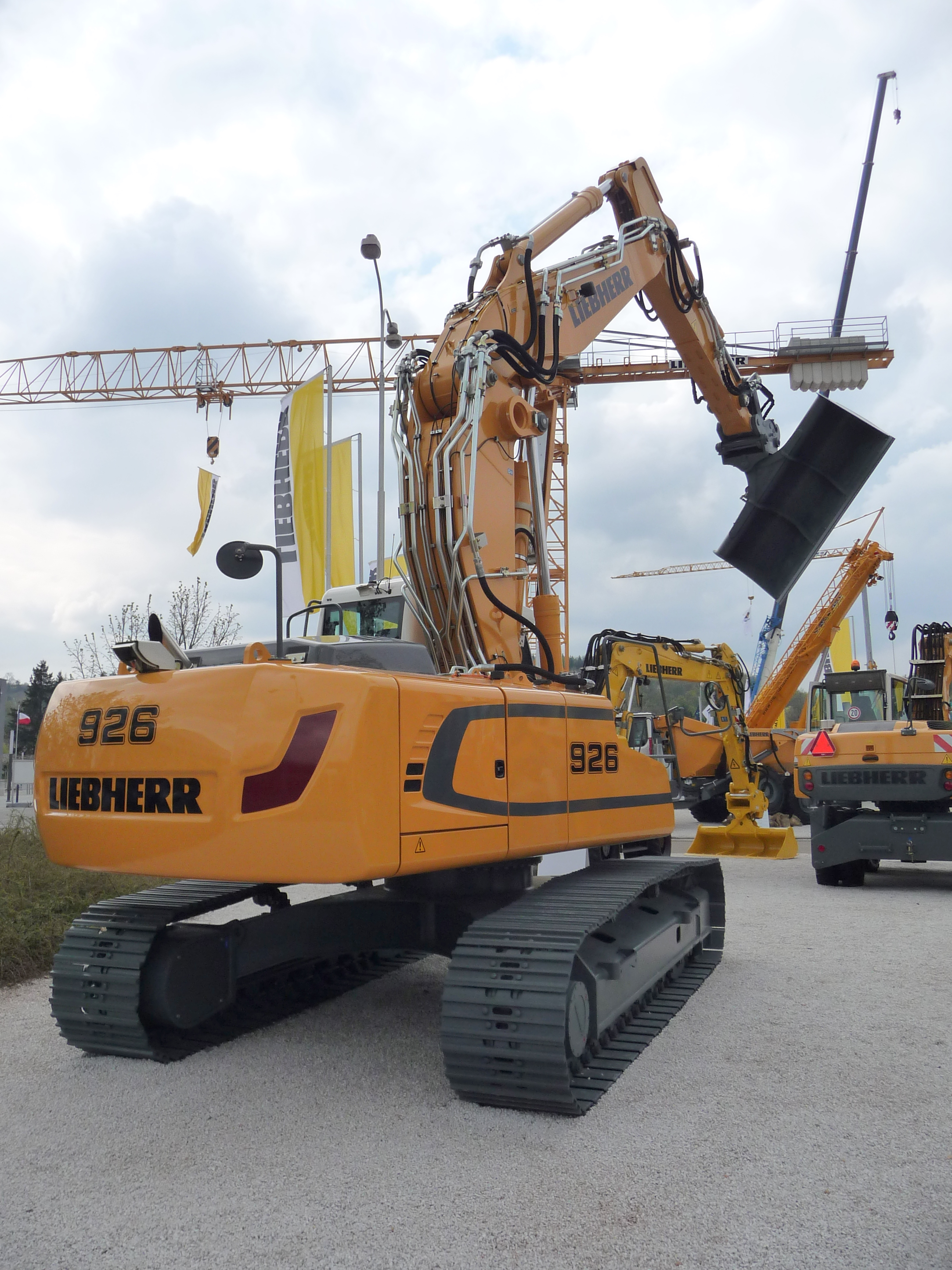
Bagger mit schwenkbarem Grabenräumlöffel
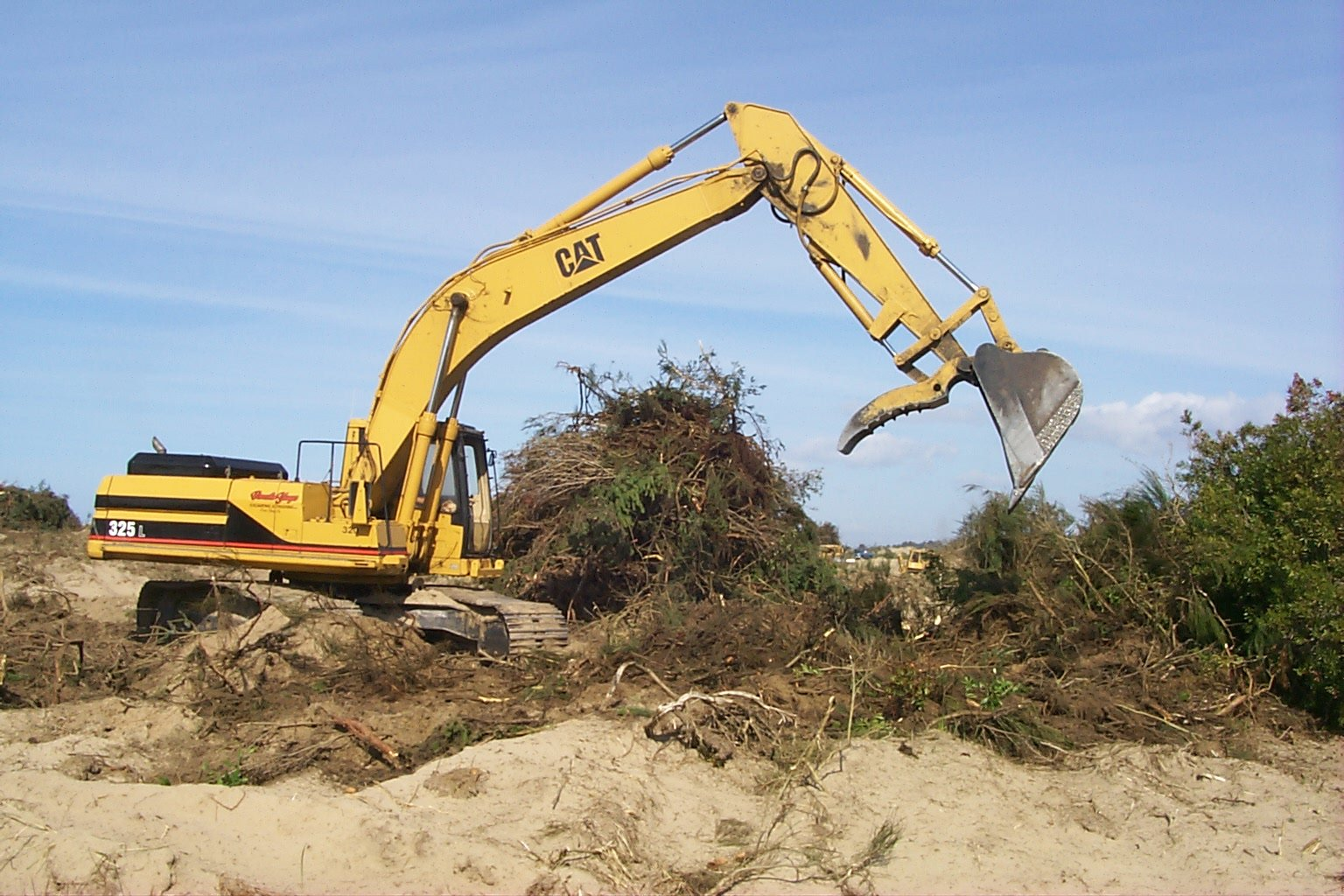
Bagger mit Tieflöffel und Greifzahn
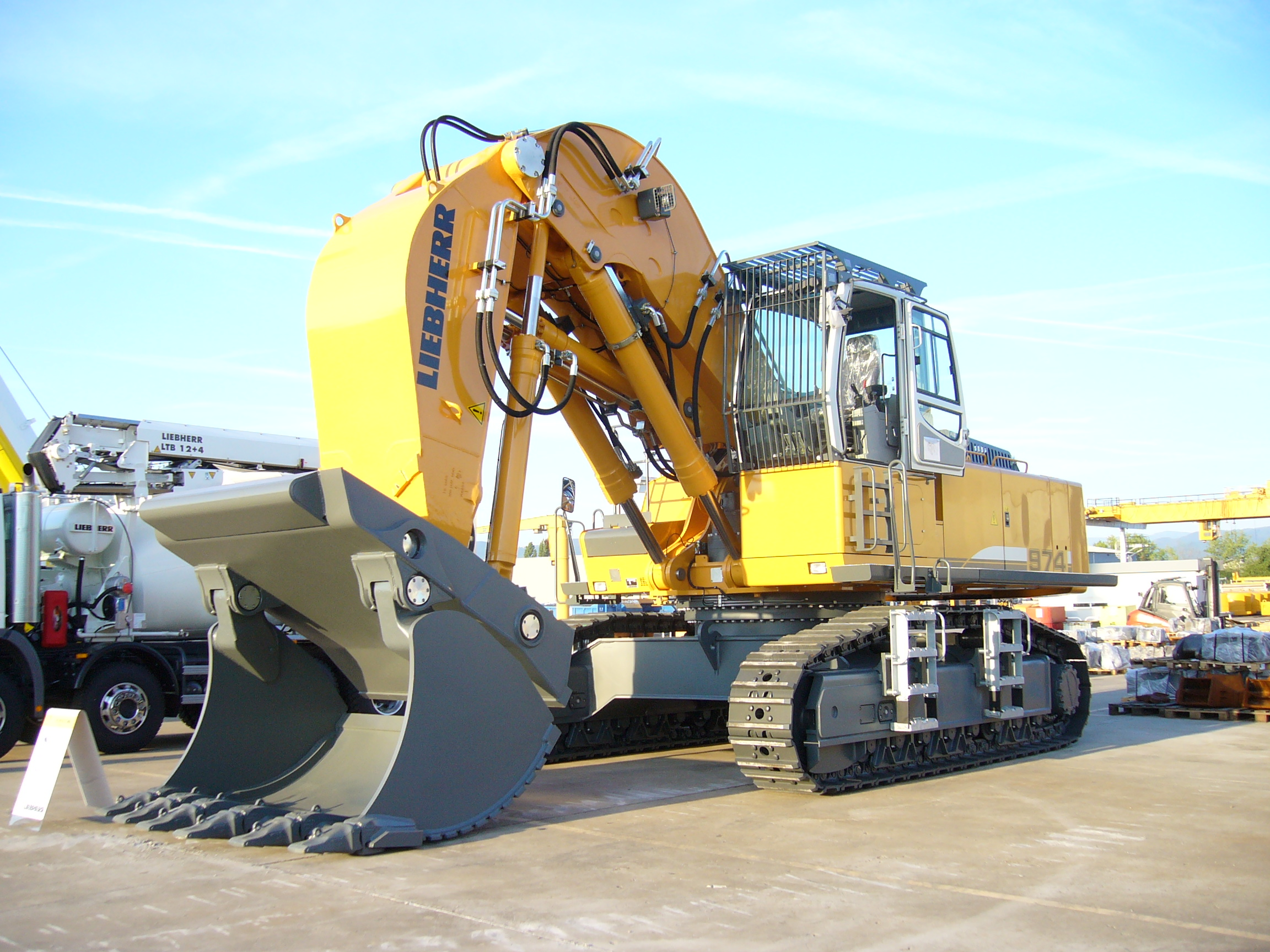
Bagger mit Hochlöffel
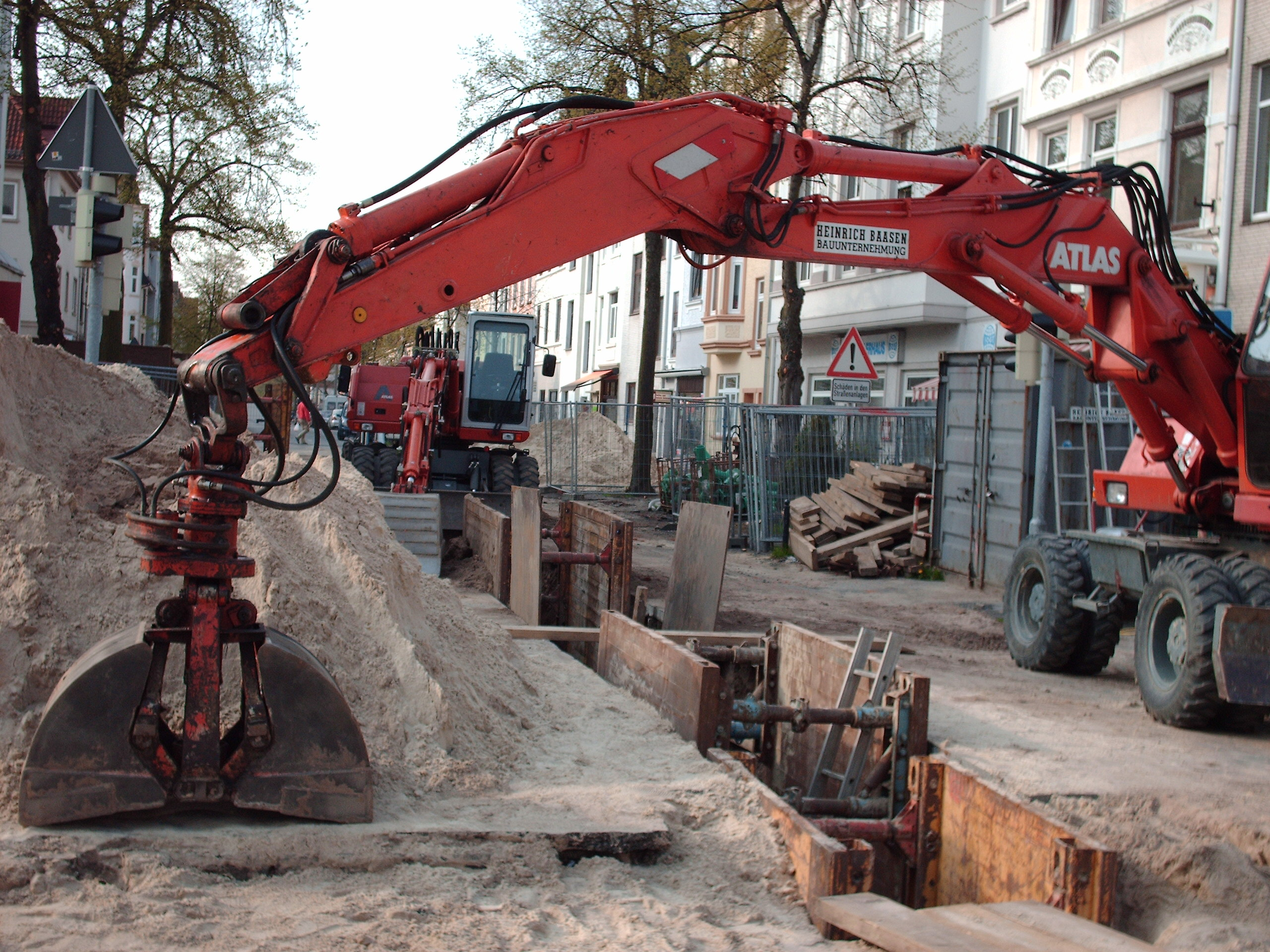
Zweischalengreifer
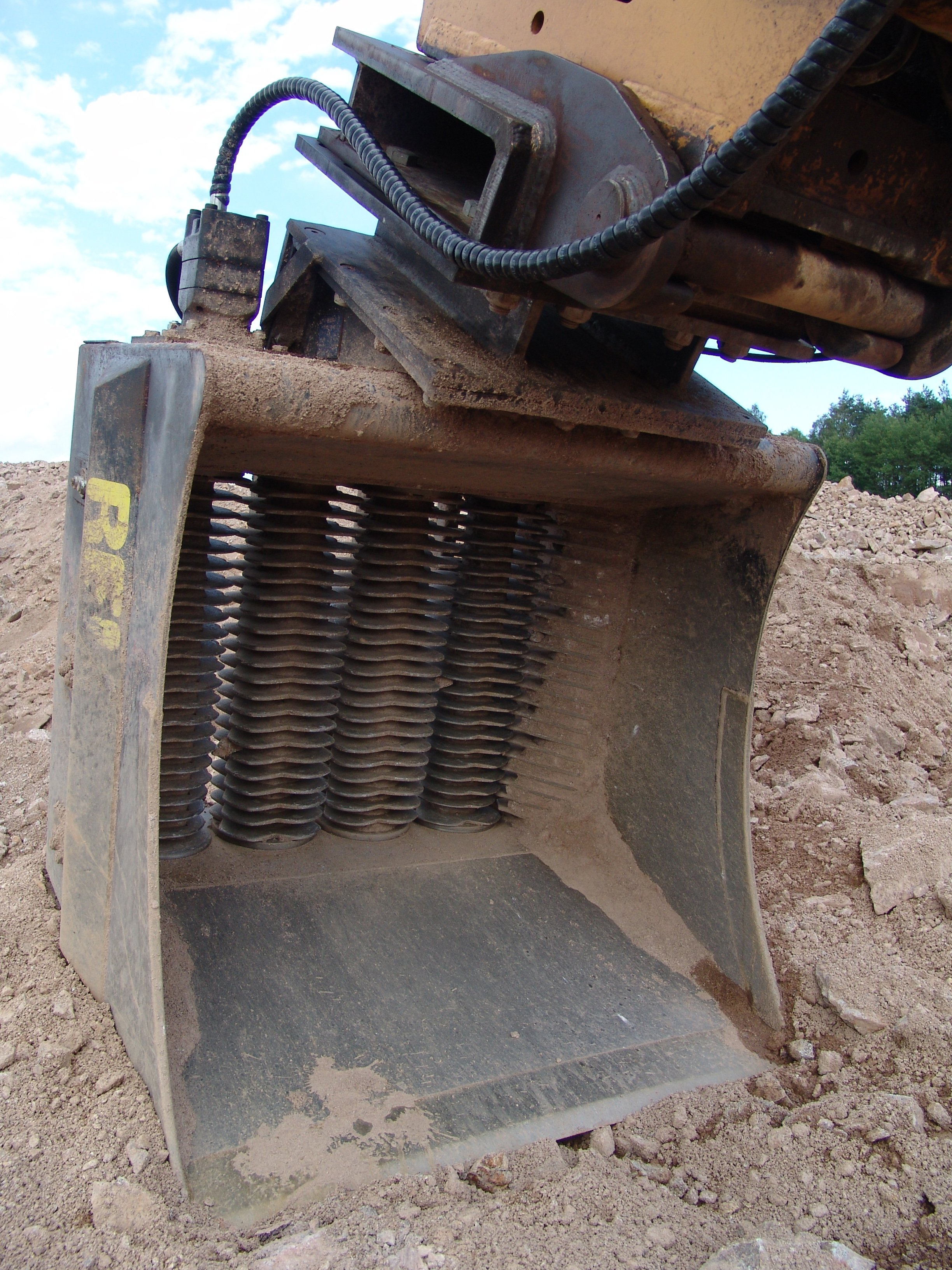
Sieblöffel

## Werkstoffe

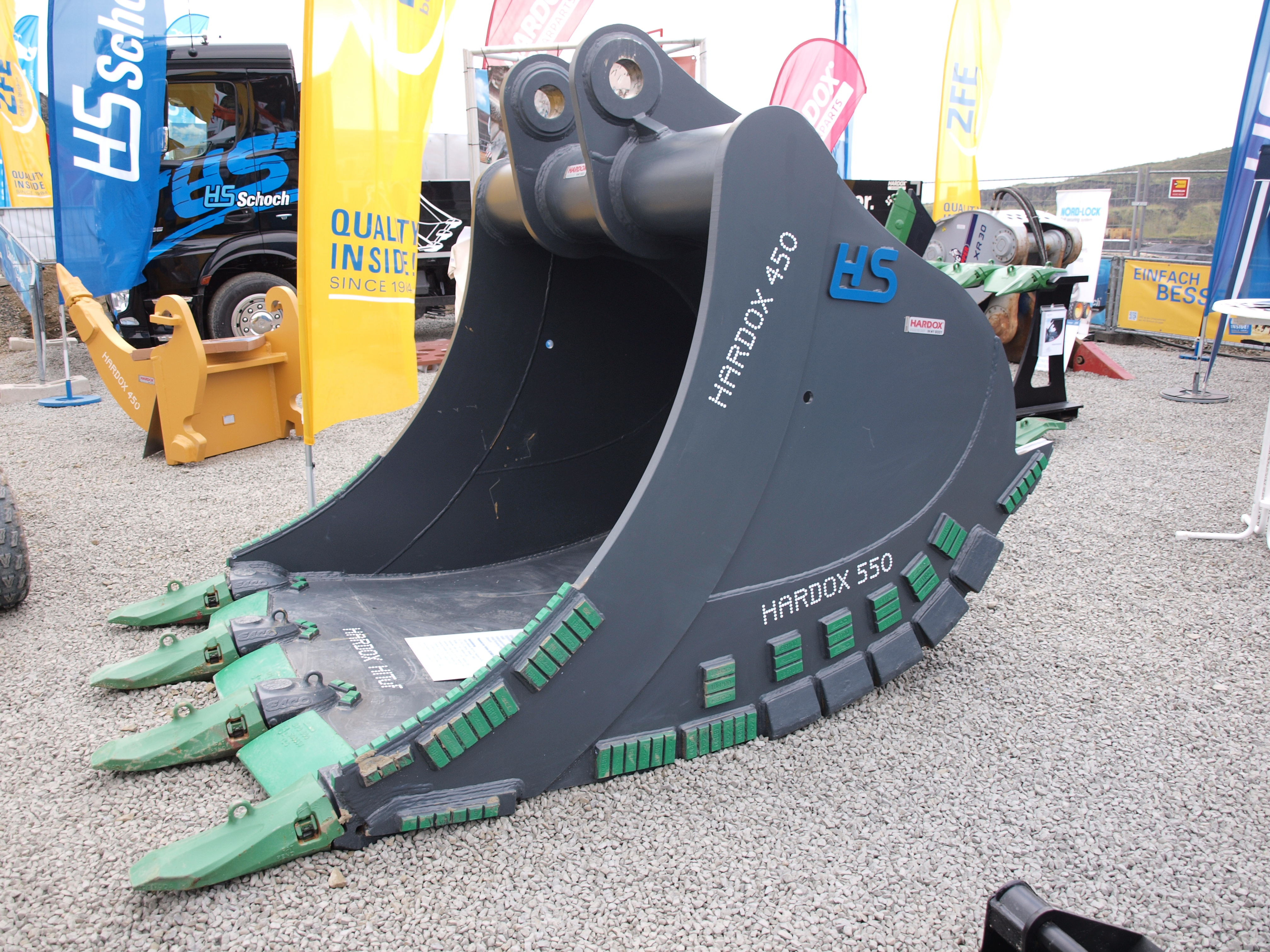
Bagger-Tieflöffel mit einzelnen, gezielten Panzerungen aus Hardox-Stahl sowie mit Zähnen aus Esco-Gussmaterial

Nach wie vor werden einfache Löffel aus einem Gusswerkstoff hergestellt. Beim überwiegenden Teil handelt es sich nicht zuletzt aufgrund der komplexen Löffelform allerdings um eine Schweißkonstruktion. Die Zähne sind besonders beansprucht und sind fast immer ein leicht wechselbares Verschleißteil. Bei einer Schweißkonstruktion lassen sich verschiedene Materialien kombinieren, sodass zähe und verschleißfeste Stähle dort eingesetzt werden können, wo die besonders beanspruchten Stellen liegen. Hochfeste Stahlbleche können in dünneren Platten verarbeitet werden, bei verringertem Gesamtgewicht. Schließlich sollte jedes Anbaugerät so leicht wie möglich sein, um a) die Leistung des Baggers nicht von vornherein mehr als nötig zu verringern und b) spart man mit einem leichten, aber trotzdem verschleißfesten Löffel Kraftstoff ein, c) wird damit die Standzeit und Zuverlässigkeit verbessert.
Neben herkömmlichen Gußwerkstoffen sowie Stählen kommen die hochfesten Bleche wie solche mit einer Brinellhärte (HB) bis zu 500 oder neuerdings sogar mehr (HB 600) zum Einsatz. Darüber hinaus gibt es spezielle Verschleißteile, welche ganz gezielt montiert / angeschweißt werden. Führende Marken sind u. a.: Abrazo, Borox, Cracox, Esco, Hardox, Dillidur und Quard von Stahlherstellern wie Svenskt Stål AB, Tata Steel, ThyssenKrupp etc.